# بيلي والتون
بيلي والتون (بالإنجليزية: Billy Walton)‏ (6 أغسطس 1871 في المملكة المتحدة - 10 فبراير 1963 في المملكة المتحدة) هو لاعب كرة قدم بريطاني (وحمل سابقاً جنسية المملكة المتحدة لبريطانيا العظمى وأيرلندا) في مركز مهاجم داخلي. لعب مع برمنغهام سيتي وDudley Town F.C. ‏.